# Міссі Швен-Раян
Міссі Швен-Раян (англ. Missy Schwen-Ryan, 17 липня 1972) — американська академічна веслувальниця.
Срібна призерка Олімпійських Ігор 1996 року в складі розпашної двійки без стернової, бронзова призерка 2000 року в складі розпашної двійки без стернової.
Срібна призерка Чемпіонату світу 1995 року в складі розпашної двійки без стернової.